# Golf van Lingayen
De golf van Lingayen is een zeeboezem aan de noordoostzijde van het Filipijnse eiland Luzon. De golf is een uitloper van de Zuid-Chinese Zee en beslaat ongeveer 60 kilometer van noord naar zuid en 30 kilometer van oost naar west. De golf van Lingayen telt vele tientallen eilanden. Een groot deel daarvan liggen in het zuidwestelijke deel van de golf gelegen Hundred Islands National Park. Aan de zuidkust van de golf, aan de monding van de Agno ligt Lingayen, de hoofdstad van de provincie Pangasinan. Langs de kust van de golf liggen behalve Lingayen ook steden als Alaminos en Dagupan in de provincie Pangasinan en San Fernando in La Union.